# Championnats du monde de tir à l'arc 1967
Navigation
Édition précédente Édition suivante
Les championnats du monde de tir à l'arc 1967 sont une compétition sportive de tir à l'arc organisée en 1967 à Amersfoort, aux Pays-Bas. Il s'agit de la 24e édition des championnats du monde de tir à l'arc.